# FA Premier League 2003-2004
La FA Premier League 2003-2004 è stata la 105ª edizione della massima serie del campionato inglese di calcio, disputato tra il 16 agosto 2003 e il 15 maggio 2004 e concluso con la vittoria dell'Arsenal, al suo tredicesimo titolo.
Capocannoniere del torneo è stato Thierry Henry (Arsenal) con 30 reti.

## Stagione

### Novità
Al posto delle retrocesse West Ham Utd, West Bromwich e Sunderland sono saliti dalla First Division il Portsmouth, il Leicester City e, dopo i play-off, il Wolverhampton.
Il Manchester City abbandonò dopo più di 80 anni lo storico Maine Road per trasferirsi nel moderno City of Manchester Stadium.

### Avvenimenti
Il campionato, partito con i favori del pronostico rivolti verso il Chelsea del nuovo proprietario russo Roman Abramovič, fu invece vinto dai concittadini dell'Arsenal, che conclusero il torneo da imbattuti, eguagliando così il record stabilito dal Preston N.E. nella stagione 1888-1889. Grazie a questo prestigioso traguardo, i giocatori dei Gunners vennero soprannominati The Invicibles (in italiano Gli Invincibili), nome con il quale sono ricordati ancora oggi.
L'Arsenal prese il comando della classifica durante il girone di ritorno, sorpassando il Manchester Utd e facendo il vuoto sulle sue inseguitrici, tanto da assicurarsi il titolo inglese con quattro giornate di anticipo, grazie al pareggio per 2-2 contro i rivali del Tottenham. Il Chelsea chiuse invece al 2º posto con 79 punti, 11 in meno dei Gunners, risultato che costò la panchina a Claudio Ranieri. Il Manchester United terminò al 3º posto e si qualificò alla Champions League insieme al Liverpool. Il Newcastle Utd centrò la qualificazione in Coppa UEFA insieme al Middlesbrough che trovò con la vittoria della Coppa di Lega il primo trofeo della sua storia.
In fondo alla classifica rischiarono grosso, rispettivamente dopo una brutta partenza e un pessimo inverno, Tottenham e Manchester City che tuttavia trovarono nei mesi finali gli spunti necessari per mettersi al sicuro. La retrocessione in Championship toccò dunque al Leeds Utd, in evidente declino a causa di una profonda crisi finanziaria, al Leicester City e al Wolverhampton.

## Squadre partecipanti
| Club             | Stagione | Città               | Stadio                     | Stagione precedente                                  |
| ---------------- | -------- | ------------------- | -------------------------- | ---------------------------------------------------- |
| Arsenal          | dettagli | Londra              | Arsenal Stadium            | 2º posto in FA Premier League                        |
| Aston Villa      | dettagli | Birmingham          | Villa Park                 | 16º posto in FA Premier League                       |
| Birmingham City  | dettagli | Birmingham          | St Andrew's                | 13º posto in FA Premier League                       |
| Blackburn Rovers | dettagli | Blackburn           | Ewood Park                 | 6º posto in FA Premier League                        |
| Bolton           | dettagli | Bolton              | Reebok Stadium             | 17º posto in FA Premier League                       |
| Charlton         | dettagli | Charlton            | The Valley                 | 12º posto in FA Premier League                       |
| Chelsea          | dettagli | Londra              | Stamford Bridge            | 4º posto in FA Premier League                        |
| Everton          | dettagli | Liverpool           | Goodison Park              | 7º posto in FA Premier League                        |
| Fulham           | dettagli | Londra              | Loftus Road                | 14º posto in FA Premier League                       |
| Leeds Utd        | dettagli | Leeds               | Elland Road                | 15º posto in FA Premier League                       |
| Leicester City   | dettagli | Leicester           | Leicester City Stadium     | 2º posto in First Division, promosso                 |
| Liverpool        | dettagli | Liverpool           | Anfield                    | 5º posto in FA Premier League                        |
| Manchester City  | dettagli | Manchester          | City of Manchester Stadium | 9º posto in FA Premier League                        |
| Manchester Utd   | dettagli | Manchester          | Old Trafford               | 1º posto in FA Premier League                        |
| Middlesbrough    | dettagli | Middlesbrough       | Riverside Stadium          | 11º posto in FA Premier League                       |
| Newcastle Utd    | dettagli | Newcastle upon Tyne | St James' Park             | 3º posto in FA Premier League                        |
| Portsmouth       | dettagli | Portsmouth          | Fratton Park               | 1º posto in First Division, promosso                 |
| Southampton      | dettagli | Southampton         | St Mary's Stadium          | 8º posto in FA Premier League                        |
| Tottenham        | dettagli | Londra              | White Hart Lane            | 10º posto in FA Premier League                       |
| Wolverhampton    | dettagli | Wolverhampton       | Molineux Stadium           | 5º posto in First Division, promosso dopo i play-off |

## Allenatori e primatisti
| Club            | Allenatore                                                              | Calciatore più presente                           | Cannoniere                                     |
| --------------- | ----------------------------------------------------------------------- | ------------------------------------------------- | ---------------------------------------------- |
| Arsenal         | Arsène Wenger                                                           | Jens Lehmann (38)                                 | Thierry Henry (30)                             |
| Aston Villa     | David O'Leary                                                           | Jlloyd Samuel, Thomas Sørensen (38)               | Juan Pablo Ángel (16)                          |
| Birmingham City | Steve Bruce                                                             | Kenny Cunningham (36)                             | Mikael Forssell (17)                           |
| Blackburn       | Graeme Souness                                                          | Brett Emerton (37)                                | Andy Cole (11)                                 |
| Bolton          | Sam Allardyce                                                           | Iván Campo, Kevin Davies, Jussi Jääskeläinen (38) | Kevin Davies, Youri Djorkaeff, Kevin Nolan (9) |
| Charlton        | Alan Curbishley                                                         | Matt Holland (38)                                 | Jason Euell (10)                               |
| Chelsea         | Claudio Ranieri                                                         | Frank Lampard (38)                                | Jimmy Floyd Hasselbaink (13)                   |
| Everton         | David Moyes                                                             | Nigel Martyn, Tomasz Radzinski, Wayne Rooney (34) | Wayne Rooney (9)                               |
| Fulham          | Chris Coleman                                                           | Steed Malbranque (38)                             | Louis Saha (13)                                |
| Leeds Utd       | Peter Reid (1ª-12ª) Eddie Gray (13ª-38ª)                                | Gary Kelly (37)                                   | Mark Viduka (11)                               |
| Leicester City  | Micky Adams                                                             | Ian Walker (37)                                   | Les Ferdinand (12)                             |
| Liverpool       | Gérard Houllier                                                         | Sami Hyypiä (38)                                  | Michael Owen (16)                              |
| Manchester City | Kevin Keegan                                                            | Sylvain Distin (38)                               | Nicolas Anelka (17)                            |
| Manchester Utd  | Alex Ferguson                                                           | Mikaël Silvestre (34)                             | Ruud van Nistelrooij (20)                      |
| Middlesbrough   | Steve McClaren                                                          | Mark Schwarzer (36)                               | Szilárd Németh (9)                             |
| Newcastle Utd   | Bobby Robson                                                            | Shay Given, Gary Speed (38)                       | Alan Shearer (22)                              |
| Portsmouth      | Harry Redknapp                                                          | Yakubu Aiyegbeni (37)                             | Yakubu Aiyegbeni (16)                          |
| Southampton     | Gordon Strachan (1ª-25ª) Steve Wigley (26ª-27ª) Paul Sturrock (28ª-38ª) | James Beattie, Paul Telfer (37)                   | James Beattie (14)                             |
| Tottenham       | Glenn Hoddle (1ª-6ª) David Pleat (7ª-38ª)                               | Kasey Keller (38)                                 | Robbie Keane (14)                              |
| Wolverhampton   | Dave Jones                                                              | Lee Naylor (38)                                   | Henri Camara (7)                               |

## Classifica finale
|       | Pos. | Squadra          | Pt | G  | V  | N  | P  | GF | GS | DR  |
| ----- | ---- | ---------------- | -- | -- | -- | -- | -- | -- | -- | --- |
|       | 1.   | Arsenal          | 90 | 38 | 26 | 12 | 0  | 73 | 26 | +47 |
|       | 2.   | Chelsea          | 79 | 38 | 24 | 7  | 7  | 67 | 30 | +37 |
|       | 3.   | Manchester Utd   | 75 | 38 | 23 | 6  | 9  | 54 | 35 | +29 |
|       | 4.   | Liverpool        | 60 | 38 | 16 | 12 | 10 | 55 | 37 | +18 |
|       | 5.   | Newcastle Utd    | 56 | 38 | 13 | 17 | 8  | 52 | 40 | +12 |
|       | 6.   | Aston Villa      | 56 | 38 | 15 | 11 | 12 | 48 | 44 | +4  |
|       | 7.   | Charlton         | 53 | 38 | 14 | 11 | 13 | 51 | 51 | 0   |
|       | 8.   | Bolton           | 53 | 38 | 14 | 11 | 13 | 48 | 56 | -8  |
|       | 9.   | Fulham           | 52 | 38 | 14 | 10 | 14 | 52 | 46 | +6  |
|       | 10.  | Birmingham City  | 50 | 38 | 12 | 14 | 12 | 43 | 48 | -5  |
| [ 5 ] | 11.  | Middlesbrough    | 48 | 38 | 13 | 9  | 16 | 44 | 52 | -8  |
|       | 12.  | Southampton      | 47 | 38 | 12 | 11 | 15 | 44 | 45 | -1  |
|       | 13.  | Portsmouth       | 45 | 38 | 12 | 9  | 17 | 47 | 54 | -7  |
|       | 14.  | Tottenham        | 45 | 38 | 13 | 6  | 19 | 47 | 57 | -10 |
|       | 15.  | Blackburn Rovers | 44 | 38 | 12 | 8  | 18 | 51 | 59 | -8  |
|       | 16.  | Manchester City  | 41 | 38 | 9  | 14 | 15 | 55 | 54 | +1  |
|       | 17.  | Everton          | 39 | 38 | 9  | 12 | 17 | 45 | 57 | -12 |
|       | 18.  | Leicester City   | 33 | 38 | 6  | 15 | 17 | 48 | 65 | -17 |
|       | 19.  | Leeds Utd        | 33 | 38 | 8  | 9  | 21 | 40 | 79 | -39 |
|       | 20.  | Wolverhampton    | 33 | 38 | 7  | 12 | 19 | 38 | 77 | -39 |

Legenda:
      Campione d'Inghilterra e qualificata alla fase a gironi della UEFA Champions League 2004-2005.
      Qualificata alla fase a gironi della UEFA Champions League 2004-2005.
      Qualificate al terzo turno preliminare della UEFA Champions League 2004-2005.
      Qualificate al primo turno di Coppa UEFA 2004-2005.
      Qualificata al turno preliminare di Coppa UEFA 2004-2005.
      Retrocesse in Football League Championship 2004-2005.
Regolamento:
Tre punti a vittoria, uno a pareggio, zero a sconfitta.
A parità di punti le squadre vengono classificate secondo la differenza reti.

### Squadra campione
| Formazione tipo | Giocatori (presenze)      |
| --- | ------------------------- |
| Lehmann Lauren Touré Campbell Cole Ljungberg Vieira Gilberto Silva Pirès Bergkamp Henry | Jens Lehmann (38)         |
| Lehmann Lauren Touré Campbell Cole Ljungberg Vieira Gilberto Silva Pirès Bergkamp Henry | Lauren (32)               |
| Lehmann Lauren Touré Campbell Cole Ljungberg Vieira Gilberto Silva Pirès Bergkamp Henry | Kolo Touré (37)           |
| Lehmann Lauren Touré Campbell Cole Ljungberg Vieira Gilberto Silva Pirès Bergkamp Henry | Sol Campbell (35)         |
| Lehmann Lauren Touré Campbell Cole Ljungberg Vieira Gilberto Silva Pirès Bergkamp Henry | Ashley Cole (32)          |
| Lehmann Lauren Touré Campbell Cole Ljungberg Vieira Gilberto Silva Pirès Bergkamp Henry | Fredrik Ljungberg (30)    |
| Lehmann Lauren Touré Campbell Cole Ljungberg Vieira Gilberto Silva Pirès Bergkamp Henry | Patrick Vieira (29)       |
| Lehmann Lauren Touré Campbell Cole Ljungberg Vieira Gilberto Silva Pirès Bergkamp Henry | Gilberto Silva (32)       |
| Lehmann Lauren Touré Campbell Cole Ljungberg Vieira Gilberto Silva Pirès Bergkamp Henry | Robert Pirès (36)         |
| Lehmann Lauren Touré Campbell Cole Ljungberg Vieira Gilberto Silva Pirès Bergkamp Henry | Dennis Bergkamp (28)      |
| Lehmann Lauren Touré Campbell Cole Ljungberg Vieira Gilberto Silva Pirès Bergkamp Henry | Thierry Henry (37)        |
| Lehmann Lauren Touré Campbell Cole Ljungberg Vieira Gilberto Silva Pirès Bergkamp Henry | Allenatore: Arsène Wenger |
| Altri giocatori: Edu (30), Ray Parlour (25), Pascal Cygan (18), José Antonio Reyes (13), Gaël Clichy (12), Sylvain Wiltord (12), Jérémie Aliadière (10), Nwankwo Kanu (10), Martin Keown (10), David Bentley (1), Justin Hoyte (1) |                           |

## Statistiche

### Squadre

#### Capoliste solitarie
Fonte:
|    | —— | —— | ——      | ——      | —— | —— | —— | ——      | ——      | ——      | ——      | ——      | ——      | ——      | ——  | ——             | ——             | ——             | ——             | ——             | ——      | ——      | ——      | ——      | ——      | ——      | ——      | ——      | ——      | ——      | ——      | ——      | ——      | ——      | ——      | ——      | ——      | —— |  |
|    |    |    | Arsenal | Arsenal |    |    |    | Arsenal | Arsenal | Arsenal | Arsenal | Arsenal | Chelsea | Chelsea | Ars | Manchester Utd | Manchester Utd | Manchester Utd | Manchester Utd | Manchester Utd | Arsenal | Arsenal | Arsenal | Arsenal | Arsenal | Arsenal | Arsenal | Arsenal | Arsenal | Arsenal | Arsenal | Arsenal | Arsenal | Arsenal | Arsenal | Arsenal | Arsenal |    |  |
|    |    |    |         |         |    |    |    |         |         |         |         |         |         |         |     |                |                |                |                |                |         |         |         |         |         |         |         |         |         |         |         |         |         |         |         |         |         |    |  |
|    |    |    |         |         |    |    |    |         |         |         |         |         |         |         |     |                |                |                |                |                |         |         |         |         |         |         |         |         |         |         |         |         |         |         |         |         |         |    |  |
| 1ª | 2ª | 3ª | 4ª      | 5ª      | 6ª | 7ª | 8ª | 9ª      | 10ª     | 11ª     | 12ª     | 13ª     | 14ª     | 15ª     | 16ª | 17ª            | 18ª            | 19ª            | 20ª            | 21ª            | 22ª     | 23ª     | 24ª     | 25ª     | 26ª     | 27ª     | 28ª     | 29ª     | 30ª     | 31ª     | 32ª     | 33ª     | 34ª     | 35ª     | 36ª     | 37ª     | 38ª     |    |  |

#### Primati stagionali
- Maggior numero di vittorie: Arsenal (26)
- Minor numero di sconfitte: Arsenal (0)
- Migliore attacco: Arsenal (73 goal fatti)
- Miglior difesa: Arsenal (26 reti subite)
- Miglior differenza reti: Arsenal (+47)
- Maggior numero di pareggi: Newcastle (17)
- Minor numero di pareggi: Manchester Utd, Tottenham (6)
- Maggior numero di sconfitte: Leeds (21)
- Minor numero di vittorie: Leicester City (6)
- Peggior attacco: Wolverhampton (38 reti segnate)
- Peggior difesa: Leeds (79 reti subite)
- Peggior differenza reti: Leeds, Wolverhampton (-39)

### Individuale

#### Classifica marcatori
Fonte:
| Gol | Rigori |  | Giocatore               | Squadra                         |
| --- | ------ |  | ----------------------- | ------------------------------- |
| 30  | 7      |  | Thierry Henry           | Arsenal                         |
| 22  | 7      |  | Alan Shearer            | Newcastle Utd                   |
| 20  |        |  | Ruud van Nistelrooij    | Manchester Utd                  |
| 20  | 2      |  | Louis Saha              | Fulham (13), Manchester Utd (7) |
| 17  | 1      |  | Mikael Forssell         | Birmingham City                 |
| 17  | 4      |  | Nicolas Anelka          | Manchester City                 |
| 16  | 2      |  | Juan Pablo Ángel        | Aston Villa                     |
| 16  | 2      |  | Yakubu Aiyegbeni        | Portsmouth                      |
| 16  | 4      |  | Michael Owen            | Liverpool                       |
| 14  |        |  | Robert Pirès            | Arsenal                         |
| 14  | 2      |  | James Beattie           | Southampton                     |
| 14  | 3      |  | Robbie Keane            | Tottenham                       |
| 13  |        |  | Kevin Phillips          | Southampton                     |
| 13  | 2      |  | Jimmy Floyd Hasselbaink | Chelsea                         |
| 12  |        |  | Les Ferdinand           | Leicester City                  |